# وحید مظلومین
وحید مظلومین (۶ فروردین ۱۳۴۱ – ۲۳ آبان ۱۳۹۷) معروف به سلطان سکه یک بازاری اهل ایران بود که بیش از سه دهه در بازار تهران به دادوستد ارز و سکه و طلا مشغول بود. پس از ناآرامی‌های به وجود آمده در بازار طلا و سکه در اوایل سال ۹۷، وی در حالی دستگیر شد که ادعا می‌شود معادل دو تُن سکه را از طریق دلال‌های زیرمجموعه خود از سطح بازار خریداری و جمع‌آوری کرده بود. مقام‌های قضایی ایران معتقدند وی و شرکایش با جمع‌آوری گسترده سکه از بازار و کاهش دادن عرضه، به گرانی قیمت سکه دامن زده‌اند. گردش مالی مظلومین و شرکایش به ۱۴ هزار میلیارد تومان می‌رسیده است.
وی به اتهام «افساد فی الارض از طریق اخلال در نظام اقتصادی» از دادگاه حکم اعدام گرفت و این پرونده در مرحله فرجام خواهی در دیوان عالی کشور ایران نیز تأیید و قطعی شد. پیش از این او در سال ۹۱ نیز به جرم اخلال در بازار دستگیرشده بود که با پادرمیانی محمود بهمنی رئیس وقت بانک مرکزی در دولت محمود احمدی‌نژاد آزاد شده بود. او در سحرگاه بیست و سوم آبان ۹۷ در تهران همراه با محمداسماعیل قاسمی اعدام شد. در دادگاه رسیدگی به اتهامات وحید مظلومین معروف به سلطان سکه و ۱۴ متهم پرونده اخلال در نظام اقتصادی کشور که در شهریور ۱۳۹۷ در شعبه دوم دادگاه ویژه مفاسد اقتصادی در دادگاه انقلاب اسلامی و به ریاست سیداحمد زرگر و با حضور مرتضی تورک، معاون دادستان تهران و سرپرست دادسرای پولی و مالی برگزار شد، معاون دادستان بیان داشت :متهم پرونده به انجام معاملات غیرقانونی و مشارکت در تشکیل شبکه فساد اقتصادی و اخلال در حد کلان در شبکه پولی و بانکی کشور از طریق قاچاق عمده سکه و ارز سرپرست دادسرای جرایم پولی و بانکی گفت: این متهم با در اختیار داشتن منابع خبری رسمی و برخی ابزار دیگر موجبات اخلال در بازار اقتصادی را فراهم می‌کرد.